# 大阪市立明治小学校
大阪市立明治小学校（おおさかしりつ めいじしょうがっこう）は、大阪府大阪市西区にある公立小学校。

## 概要
明治時代初期に発足した明治・靱・広教の3小学校を起源としている。太平洋戦争の戦災で地域が大きな被害を受けたため、終戦直後には休校になっていたが、旧3校の校区をあわせる形で1957年に再開校した。
本校西方約350mの阿波座センタービル内に分校を持つ。分校は、児童相談所で保護された児童などを対象とした情緒障害児短期治療施設（心理療育施設）・大阪市立児童院の入所児童を対象にしている。分校は旧広教小学校の跡地でもある。

## 沿革

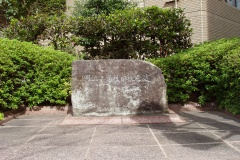
明治小学校旧校舎の碑。現校舎はこの校舎の存在する頃は運動場だった。

地域には1872年、西大組第八区阿波堀小学校と西大組第十区広教小学校が創立した。翌1873年には西大組第六区靱東小学校、西大組第七区靱西小学校、西大組第九区阿波座（のち安喜良）小学校が創立した。
1878年には靱東・靱西の両校が合併して靱小学校となった。1884年には阿波堀・安喜良の両校が合併して明治小学校となった。
現在の校区にあたる地域には、明治・靱・広教の3小学校が立地することになった。3小学校の体制は太平洋戦争中まで続いた。3校とも1889年に尋常小学校となり、また1921年には高等科が併設され、1941年には国民学校令により国民学校となった。
大阪市では1940年代、当時深刻化していた中等学校の入試難を緩和するとして、市立の中等学校を増設することにした。この際に増設費用を節約するため、既存の国民学校を近隣校に統合させる形で廃止し、空いた校舎を中等学校へと転用することにした。そのため靱国民学校は1942年、東江国民学校に統合される形で廃校となった。
靱国民学校校舎を活用して、1942年に靱商業学校が発足した。しかし靱商業学校は1946年、大阪市立扇町商業高等学校に統合されている。靱小学校跡地は現在の靱公園南側のマンションにあたる。靱小学校跡は戦後、大阪商科大学および大阪市立大学の仮校舎、大阪市立盲学校、大阪市立自然史博物館や大阪市教育研究所などとして使用されたのち、マンションとなっている。
太平洋戦争の戦災により、終戦直後の1946年に明治国民学校・広教国民学校は休校となり、西船場国民学校（西船場小学校）に統合された。広教小学校跡地は引き揚げ者用住宅や大阪市中央児童相談所として使用されたのち、阿波座センタービルとなった。
現在の校区にあたる地域は大阪市立西船場小学校の校区となった。また1951年に大阪市立堀江小学校が再開されたことに伴い、旧広教国民学校校区は堀江小学校校区へと編入された。
地域の復興により、戦前の明治・靱・広教の三校区が合併する形で、かつての明治小学校敷地に大阪市立明治小学校として1957年に復興開校した。これに伴い、西船場・堀江の両校から児童を編入する形になっている。
1980年代には木津川以東の西区東部でマンションが建設されたことにより、東部の学校で児童数増加や教室不足が見込まれるようになった。このことにより、西区全体で通学区域の適正化が検討された。検討の結果、従来明治小学校校区だった江之子島は、1986年より大阪市立本田小学校の校区へと変更している。

### 年表
- 1872年 - 西大組第八区阿波堀小学校・西大組第十区広教小学校が創立。
- 1873年 - 西大組第六区靱東小学校、西大組第七区靱西小学校、西大組第九区阿波座小学校が創立。
- 1878年 - 靱東・靱西の2校合併、靱小学校と称する。
- 1878年 - 阿波座小学校が安喜良小学校へ改称。
- 1884年 - 阿波堀・安喜良の2校合併、明治小学校と称する。
- 1888年 - 明治・広教・靱の3校とも西区立になる。
- 1889年 - 西区明治尋常小学校・西区広教尋常小学校・西区靱尋常小学校に改編。
- 1893年 - 大阪市立となり、大阪市明治尋常小学校・大阪市広教尋常小学校・大阪市靱尋常小学校と称する。
- 1921年 - 高等科を併設。大阪市明治尋常高等小学校・大阪市広教尋常高等小学校・大阪市靱尋常高等小学校と改称。
- 1941年4月1日 - 国民学校令により、大阪市明治国民学校・大阪市広教国民学校・大阪市靱国民学校に改称。
- 1943年3月31日 - 大阪市靱国民学校を廃校。大阪市東江国民学校（西船場小学校）に統合。
- 1944年 - 明治・広教の両校とも、島根県に学童集団疎開。
- 1945年3月13日 - 大阪大空襲で校舎と校区に大きな被害。
- 1946年4月1日 - 明治・広教の2校、戦災で西船場国民学校へ統合され休校。
- 1957年4月1日 - 戦前の明治・靱・広教の三校区を併せ、大阪市立明治小学校として復興開校。
- 1963年 - 分校を設置。
- 1970年 - 現校舎完成（本館、北館）
- 1985年 - 屋外プール跡地に西館その屋上に屋上プール、本館との間に中庭完成。
- 1986年 - 校区変更。江之子島を大阪市立本田小学校校区へ編入。

## 通学区域
- 大阪市西区 阿波座1丁目-2丁目、京町堀1丁目（一部）、西本町1丁目-3丁目、立売堀1-6丁目（それぞれの一部）、靱本町1丁目-2丁目、靱本町3丁目（一部）

卒業生は大阪市立花乃井中学校に進学する。

## 交通

### 本校
- 地下鉄中央線・千日前線 阿波座駅から東へ約400m
- 地下鉄四つ橋線 本町駅から南西へ約550m
- 大阪シティバス 立売堀2丁目バス停から北西へ約200m

### 分校
- 地下鉄中央線・千日前線 阿波座駅から東へすぐ
- 中央大通沿い